# Dungchen

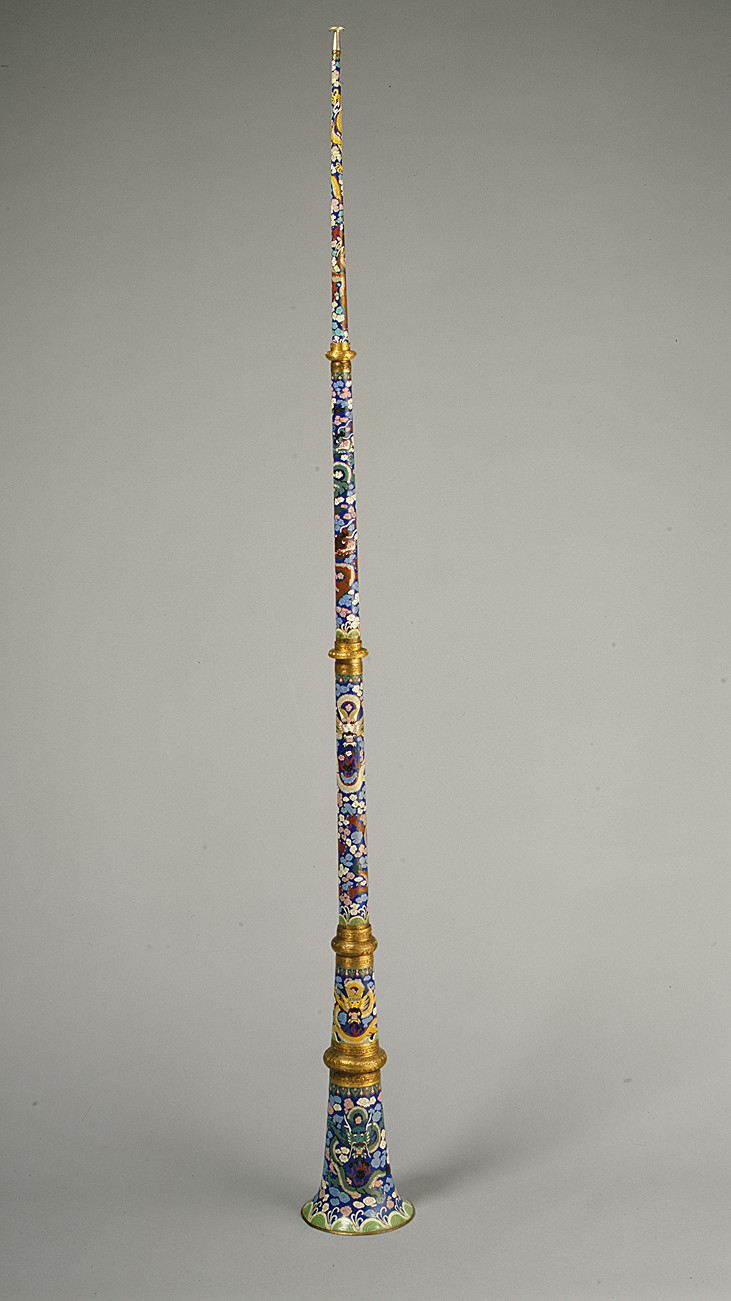
In China während der Ming-Dynastie (1368–1644) angefertigte Langtrompete im Stil einer dungchen. Metropolitan Museum of Art

Dungchen (tibetisch དུང་ཆེན།, Wylie: dung chen) ist ein in der tibetischen Musik gespieltes Blechblasinstrument aus Kupfer oder einer Kupferlegierung, das zu den in Tibet allgemein dung („Muschel“) genannten Naturtrompeten gehört. Der alternative Name dun dmar wird mit „rote Trompete“ übersetzt und bezieht sich auf das verwendete Material.

## Bauform und Spielweise
Die dungchen hat Ähnlichkeit mit dem Alphorn und bringt einen tiefen und voluminösen Ton hervor. Sie kommt häufig bei tibetisch-buddhistischen Zeremonien im Freien oder in der Versammlungshalle in Ensembles von mindestens zwei oder auch mehr Spielern zum Einsatz. Die Instrumente sind auf dieselbe Tonhöhe gestimmt. Geblasen wird die dungchen mit einem Tuba-artigen Instrumentenmundstück. Wie jedes Blechblasinstrument hat die dungchen ein vom Mundstück zur Schallöffnung sich konisch erweiterndes Rohr. Die Länge variiert von ca. 0,9 bis zu 4,5 Meter. Große dungchen werden aus drei Teilen gefertigt, die sich zum Transport teleskopartig ineinander schieben lassen.
Produziert werden drei Töne aus der Naturtonreihe im Abstand von jeweils einer Oktave. Die Töne sind mit dor für den tiefsten, gyang für den mittleren und ti für den höchsten Ton bezeichnet. Beim dor bedeckt die Unterlippe die innere Öffnung des Mundstücks und bewegt sich vor und zurück, während die Oberlippe das Mundstück im oberen Bereich berührt. Beim gyang werden die Lippen zusammengepresst; noch stärker beim ti, bei dem die Lippen vollständig in das Mundstück gedrückt werden. Ein absoluter Gleichklang der beiden Instrumente wird weder erreicht noch gilt dies als erstrebenswert. Ebenso wenig geht es um definierte Tonhöhen oder Harmonien.
Eine mit etwa 1,2 Metern Länge kürzere Variante ist das dsog-dung, das nur in den Versammlungshallen gespielt wird. Im Orchester erklingen die dungchen zusammen mit dem Schneckenhorn dung-kar, der Stielglocke drilbu, der kleinen Sanduhrtrommel mit Klöppeln damaru, der kürzeren Metalltrompete tsog-kang mit „Krokodilsmaul“, den vertikal gehaltenen Paarbecken silnyèn und den horizontal gehaltenen Paarbecken rol-mo (rölmo).

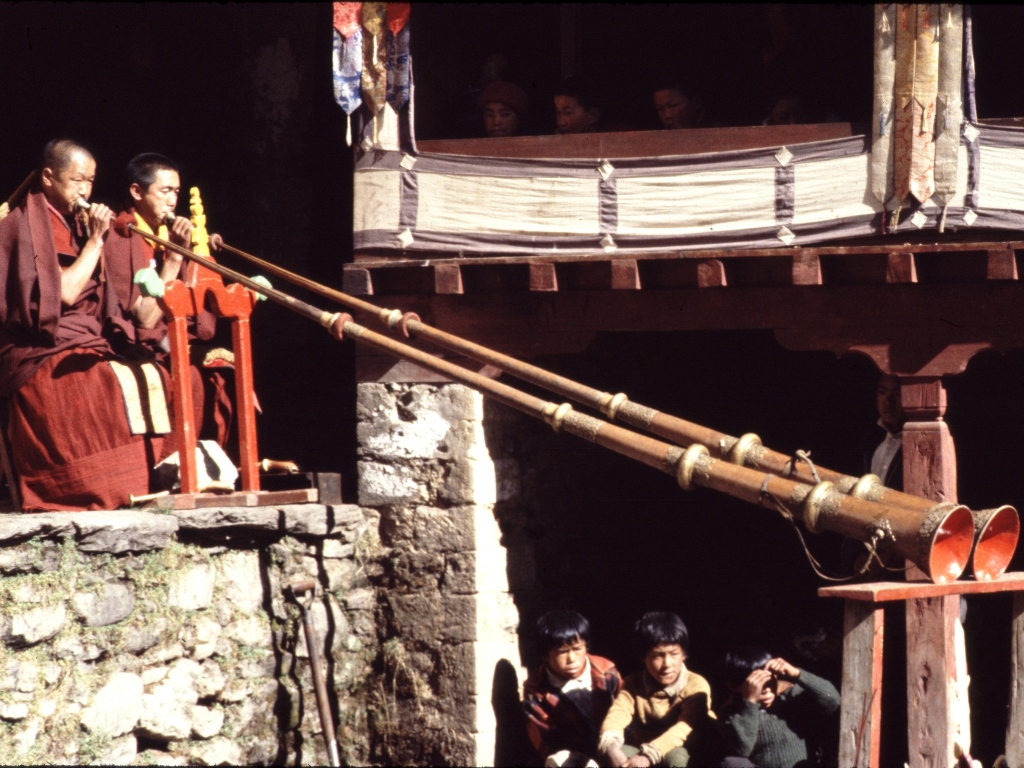
Zwei Mönche mit dungchen

Wegen ihrer großen Länge muss die dungchen mit starkem Druck geblasen werden, weshalb jugendliche Schüler erst auf der kürzeren Metalltrompete rkang gling (kang-ling) oder dem Schneckenhorn üben und erst etwa ab 13 Jahren dungchen spielen dürfen. Bis dahin haben sie durch Beobachtung beim täglichen Musizieren und bei Veranstaltungen die Spielweise kennengelernt.
Die Notation der Töne erfolgt in den Klöstern der Karma-Kagyü-Tradition mit Hilfe von wolkenartig geschwungenen Linien. Jeder Bogen steht für einen Wechsel in einen anderen Oberton, die Stärke der Linien bezeichnet die Lautstärke. Dagegen werden die Töne im zur Gelug-Tradition gehörenden Nechung-Kloster durch eine Abfolge von senkrechten Strichen notiert. Die drei Töne werden dabei mit einem Kreis, einem senkrechten geraden Strich und einem Strich mit Häkchen oben dargestellt. Eine <-förmige Ausbuchtung am senkrechten Strich bezeichnet eine asymmetrische Veränderung der Dynamik. Der Ton wird allmählich lauter und bricht dann plötzlich wieder zum leisen Ausgangston ab.

## Verbreitung
In Ladakh heißt die Langtrompete thun chen. Lange gerade Naturtrompeten werden in einigen Regionen Indiens bei hinduistischen Verehrungsritualen (puja) an Tempeln oder in der sonstigen zeremoniellen Musik verwendet. Nach Form und religiöser Funktion sind unter anderem mit der dungchen verwandt: die pongal oder karnal der Newar in Nepal, die bhankora in der indischen Region Garhwal am Südrand des Himalaya, die zweiteilige bhungal und die ebensolche karna in Rajasthan (karnat in Gujarat) sowie die tirucinnam, ekkalam und gowri kalam in Tamil Nadu. Das von den Newar im Nepal bei buddhistischen Prozessionen verwendete neku besteht aus einem gebogenen, trichterförmigen Büffelhorn, das mit einem Bambusrohr verlängert wird.